# Несобя (герб)
Несобя (пол. Niesobia, Krzywosąd, Słodziej, Złodzieje) — польский дворянский герб.

## Описание
В красном поле половина серебряной стрелы острием вверх, под ней чёрный орлиный хвост в золотом поле. Герб этот из Моравии. Выдан он был за гадание на исход битвы путем отстреливания хвоста черному орлу. 

## Герб используют
Бискупские (Biskupski, Biskupski Wierzbieta), Дорошевские (Doroszewski), Доруховские (Doruchowski, Doruchowski Wierzbieta), Гоншинские (Gaszczynski), Кемпистые (Kempisty, Kepisty), Кемпинские (Kepinski, z Kepna, Kempinski), Кержинские (Kierzynski), Кещинские (Kieszczynski), Крживосондские (Krzywosadzki), Ливские (Liwski), Ленчицкие (Leczycki), Ленчинские (Leczynski), Миемские (Mijomski), Мировские (Miroski, Mirowski), Несоби (Niesobia), Омента (Ometa), Пекарские (Piekarski), Семпинские (Sepinski), Срочицкие (Sroczycki), Злодзеи (Zlodzey, Zlodziej).